# Bachfallferner
Bachfallferner är en glaciär i Österrike. Den ligger i förbundslandet Tyrolen, i den västra delen av landet. Bachfallferner ligger 2 997 meter över havet.
Trakten runt Bachfallferner består i huvudsak av alpin tundra. Kring glaciären finns flera bergstoppar som ligger 3 000 meter över havet eller högre.